# Внезапная
Внезапная — крепость, которая была расположена на левом фланге Кавказской линии укреплений и входила в состав так называемой «передней Кумыкской линии». Была заложена российскими войсками в 1819 году вблизи деревни Андреевка (Эндирей), на берегу реки Акташ.

## История
Возвращаясь из Дагестана генерал Алексей Петрович Ермолов, зимой с 1818 на 1819 год, посетил кумыкские владения и убедился, что Эндирей, или Андреевская деревня, как её называли русские, представляет по своему положению одно из самых важных мест на всем левом фланге Кавказской линии и может служить удобнейшим стратегическим пунктом. Расположенный при выходе из Салатавских гор, этот аул был главным рынком для всей Чечни и Дагестана; здесь сосредоточивались все связи и сношения горцев, и здесь же производилась продажа невольников, которых вывозили из гор и за дорогую цену продавали в Константинополь. Этот пункт и избрал Ермолов для постройки укрепления
Весной 1819 года русский отряд, под командованием начальника корпусного штаба генерала Вельяминова, собрался на Тереке, в станице Шелкозаводской, чтобы отсюда двинуться к Андреевскому аулу. Батальон Троицкого полка оставлен был по дороге для прикрытия сообщений с Кавказской линией, а остальные силы отряда — два батальона Кабардинцев, восьмой егерский полк, шестнадцать орудий и триста линейных казаков — вышли на постройку крепости
В следующем 1819 г. в течение августа Султан Ахмед-хан (правитель Аварского ханства) начал собирать горские народы и подошел к селу Бавтугай, лежащему по реке Койсу, где занял в ущелье удобную позицию, которую укрепил завалами и окопами. На помощь ему пришли чеченцы, часть жителей Эндирея, жители кумыкских владений были готовы восстать, поддерживали их салатавцы. Исход упорного сражения был решен шквальным артиллерийским огнём. Султан Ахмед-хан снова вынужден был уйти в горы, а Ермолов безжалостно наказывал целые селения, поддерживавшие Султан Ахмед-хана. Политика Александра I и Ермолова на Кавказе после Гюлистанского мирного договора прервала процесс постепенного мирного вхождения дагестанских владений и обществ в состав России путём принятия подданства. От Наурской станицы горцы были отражены женщинами-казачками (мужское казачье население было в походе)
В течение 1824 г., вследствие начавшихся волнений среди горцев, Ермолов прибыл в Внезапную с 2,5 батальонами и быстро успокоил ближайшие окрестности, но, вместе с тем, приказал усилить крепость и другие укрепленные пункты
В начале июня гарнизон крепости был усилен 2 ротами 41-го егерского полка (из Грузии)
В мае 1831 г. сюда отступил отряд генерал-майора Таубе, командующего левым флангом Кавказской линии, в ходе неудачных действий против одного из проповедников мюридизма — Кази-муллы. 26 мая того же года Кази-мулла, собравший около 1.000 мюридов, появился вблизи Внезапной и осадил её
Высланный на усиление гарнизона батальон 40-го егерского полка, при содействии сделавших вылазку 3 рот, успел пробиться. Тогда Кази-мулла 14 июня, собрав уже до 3.000 приверженцев, обложил крепость и отвел воду
Подошедший на помощь с батальоном и 4 орудиями подполковник Шумский, окруженный противником, едва успел пробиться в крепость
20 июня подполковник Шумский сделал неудачную попытку вернуть воду, потеряв 10 орудий и 367 нижних чинов; 24 июня к Таш-Кичу (в 27 верстах от Внезапной) прибыл из Грозной Бекович-Черкасский с 400 ч. пехоты, 5.000 казаков и 4 орудиями, но пробиваться к крепости не решился. Лишь прибытие 27 июня в Таш-Кичу отряда Эммануэля (2 батальона, 700 казаков и 7 орудий), двинувшаяся в ночь на 28 июня совместно с Бековичем в тыл Кази-муллы, спасло Внезапную
Кази-мулла снял осаду, но перерезал путь отступления отряду Эммануэля, который при отступлении понес значительные потери(15 орудий, 360 нижних чинов)
В 1836 году, по предложению командира отдельного кавказского корпуса барона Розена, старая крепость брошена и заменена другой, на правом берегу реки Акташ, выше деревни Андреевой, состоявшей из земляной сомкнутой ограды сильной профили, включавшей все здания для гарнизона; возведена в одно лето
В 1839 году, весной, Внезапная послужила сборным пунктом Чеченскому отряду, для действий против Шамиля
В 1845 году, в конце мая, здесь же был сосредоточен Чеченский отряд Лидерса (12 и ¾ батальона, 13 сотни 28 орудий), выступивший отсюда в Даргинскую экспедицию. Впоследствии крепость Внезапная была упразднена
В начале XX века остатки крепости находились южнее села Андреево, Хасавюртского округа, Терской области.